# 科学史 (1516年)
科学史上的1516年发生了众多事件，本条目撷取其中部分罗列如下：

## 天文学
- 南丹隕石坠落在中国广西壮族自治区南丹县。

## 探索
- 1月：西班牙人航海家胡安·迪亚斯·德索利斯在寻找太平洋和大西洋之间的道路时，发现拉普拉塔河[1]。

## 出生
- 3月26日：康拉德·格斯纳，瑞士人，自然历史学家（1565年逝世）
- 11月5日：马丁·赫尔维格（英语：Martin Helwig），西里西亞地图学学家（1574年逝世）
- 雷尔多·科伦坡（英语：Realdo Colombo），義大利解剖学家（1559年逝世）

## 逝世
- 12月13日：约翰尼斯·特里特米乌斯，德国密码学家（1462年出生）